# Sjapoer I

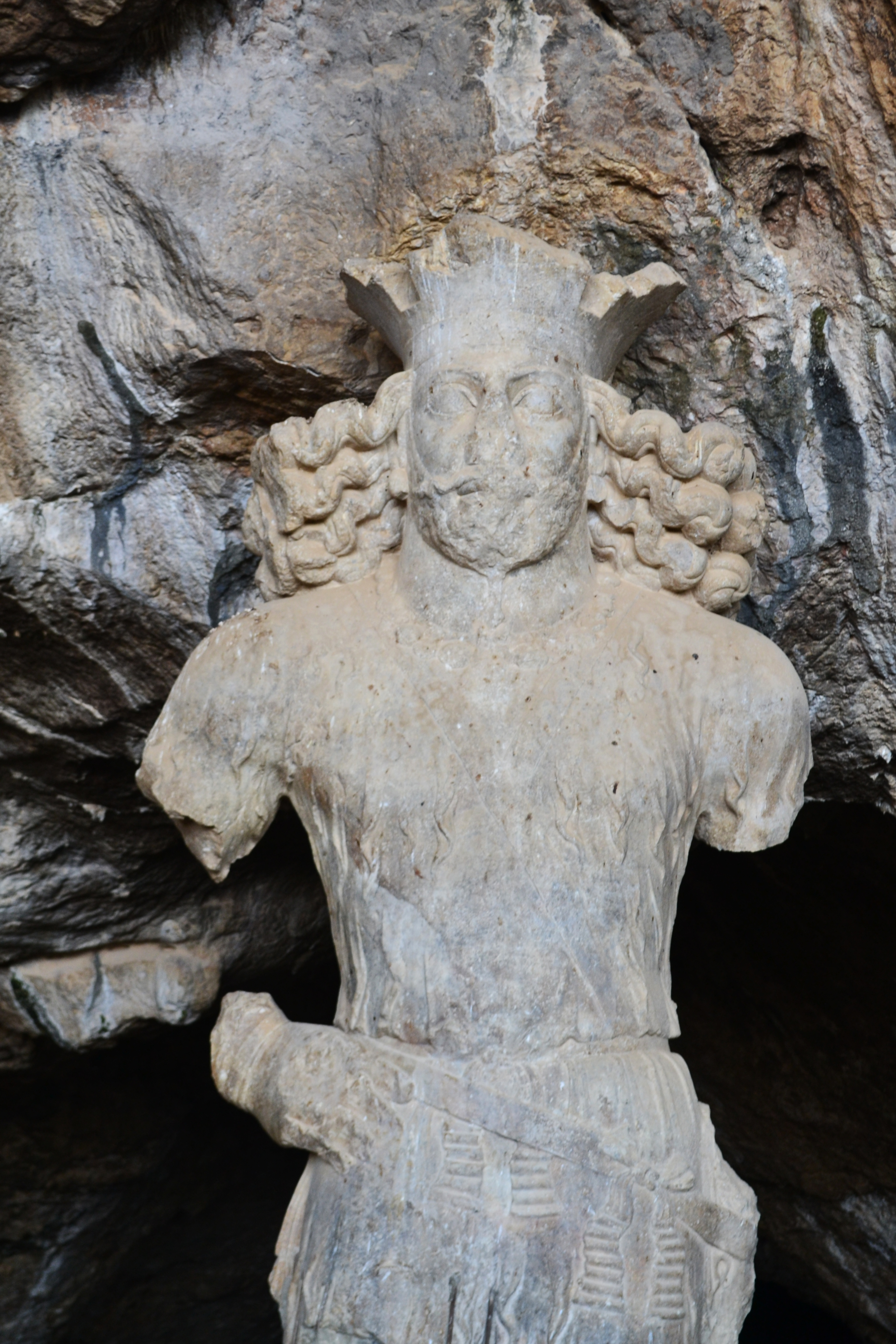
Kolossaal standbeeld van Sjapoer I in Bishapur (geveld door een aardbeving ca. 1500 en heropgericht in 1957)

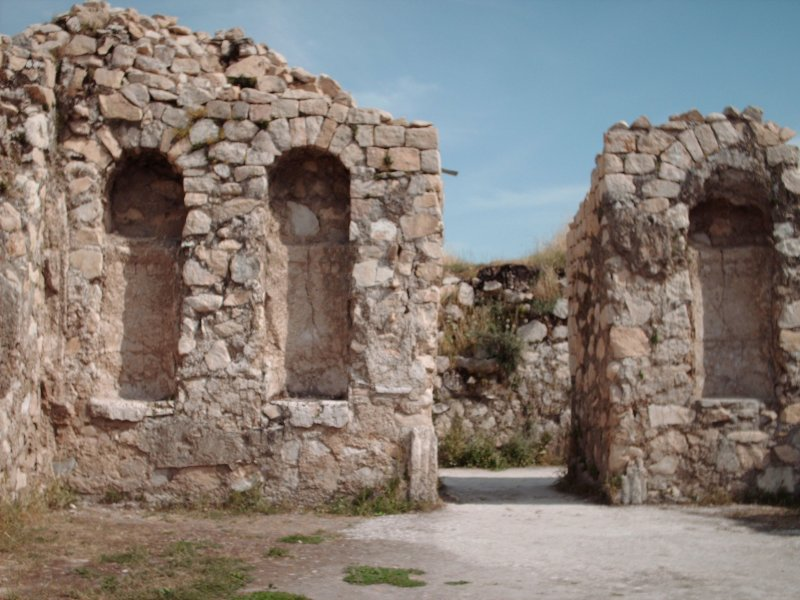
Paleis van Sjapoer I in Bishapur

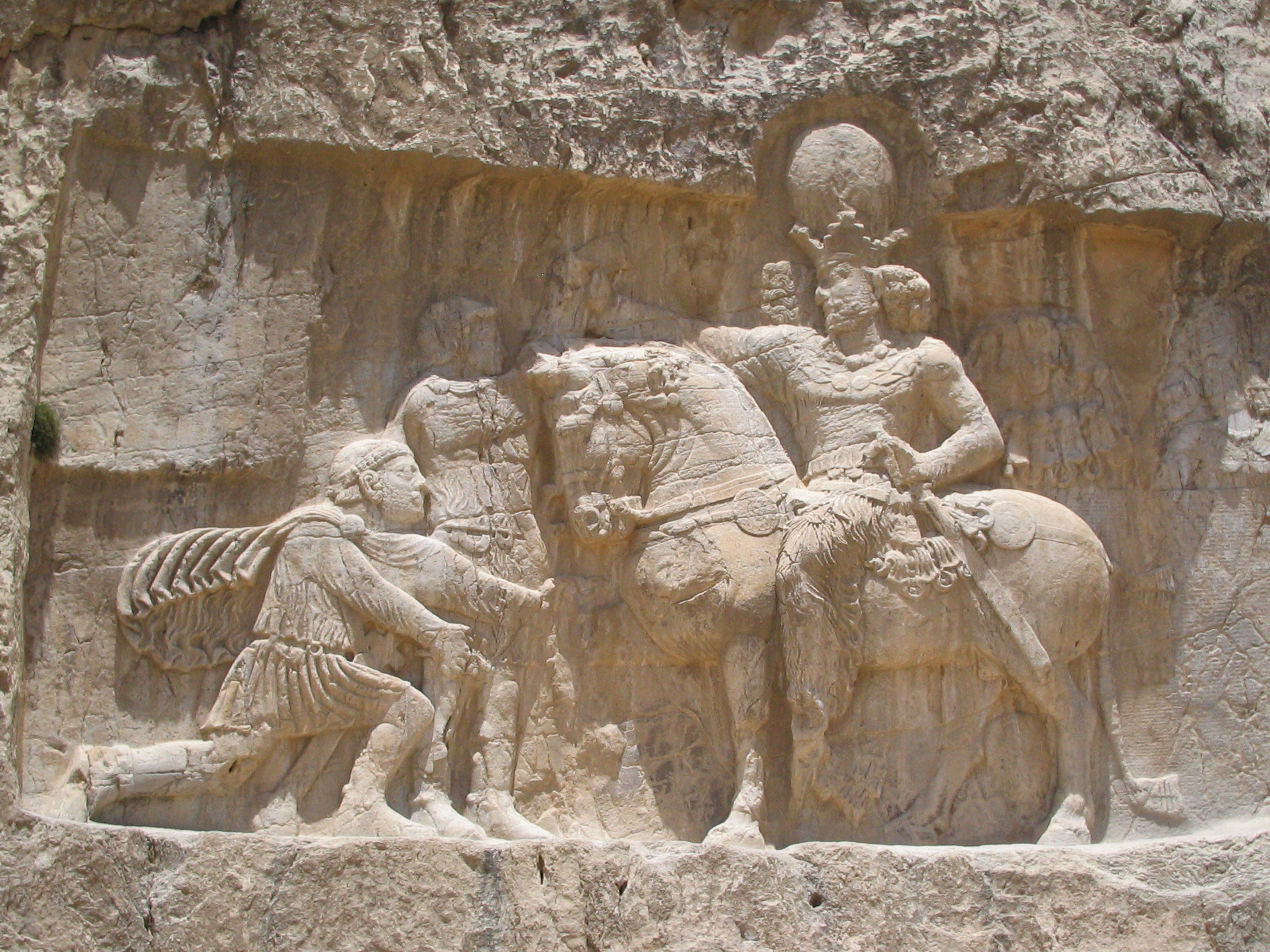
Sjapoer I onderwerpt Valerianus I, bas-reliëf in Naqsh-e Rustam.

Sjapoer I (of Shapur I) of kortweg Sjapoer, zoon van Ardashir I, was koning van de Sassaniden (Perzië) van 241-272. Zijn titel was "sjahansjah (Koning der Koningen) van Eran en niet-Eran".

## Eerste campagne
Sjapoer was de grootste vijand van het Romeinse Rijk en stond daar bekend als een destructieve veroveraar, te vergelijken met Hannibal. In 240 werd hij tot co-regent van zijn vader Ardashir I benoemd. In 241 viel Sjapoer I de Romeinse provincies Mesopotamia, Armenia en Syria binnen. De opmars van de Sassaniden kon worden gestuit in de Slag bij Rhesaina (243). De Romeinen drongen de Sassaniden terug tot aan Ctesiphon, maar verloren de Slag bij Misiche (244). Tijdens deze Romeins-Sassanidische oorlog stierven Thimestus en keizer Gordianus III. De opvolger van Thimestus en Gordianus III, Philippus I de Arabier, kocht met 500.000 denarii en teruggave van grote delen van Mesopotamia en Armenia de vrede af.

## Tweede campagne
De snelle opeenvolging van Romeinse keizers en de uitbraak van de pest maakten het Romeinse Rijk kwetsbaar. Sjapoer viel voor een tweede maal aan, veroverde Armenia en drong Syria binnen (252-253). Bij Barbalissos stond hij tegenover een Romeinse macht van 60.000 man. Het eindigde in een totale nederlaag voor de Romeinen. Volgens Sjapoers inscripties op de Ka'ba-ye Zartosht nam hij 37 steden in Mesopotamia en Syria in. Sjapoer liet Tiridates II van Armenië uit de weg ruimen en zette zijn eigen stroman op de troon.

## Derde campagne
Pas in 257 was keizer Valerianus I in staat Sjapoer uit Syrië te verdrijven. In 260 begon Sjapoer zijn derde campagne en nam Oost-Mesopotamia, Syria en de Oost-middellandsezeekust in. Bij de Slag bij Edessa viel de keizer, die met een kleine delegatie voor onderhandelingen was gekomen, levend in handen van Sjapoer. De 65-jarige Valerianus onderging gedurende weken of maanden de verschrikkelijkste vernederingen voor hij uiteindelijk werd terechtgesteld en als opgezette trofee in het koninklijk paleis werd tentoongesteld. In Bishapur is er tussen de ruïnes een plek, die zendan-e valerian (Valerianus' gevangenis) heet. Gevangengenomen Romeinse ingenieurs bouwden de vijfhonderd meter lange Keizerdam (Band-e Kaisar) bij Shushtar over de rivier Karun.
Na zijn morele overwinning viel Sjapoer Syrië opnieuw binnen, maar ditmaal werd hij verslagen door Callistus "Ballista", als prefect aangesteld door Gallienus, zoon en opvolger van Valerianus. Het zich terugtrekkende Perzische leger werd opnieuw en in de rug aangevallen door Odaenathus, koning van Palmyra, die de Perzen verdreef en Mesopotamië heroverde.
In 271 stichtte Sjapoer de Academie van Gondesjapoer.

## Kartir
In het rijk van Sjapoer leefden boeddhisten, christenen, joden en zoroastriërs naast elkaar en dit leidde vaak tot onenigheid. De orthodoxe mobad Kartir hervormde de geloofsvorm en structureerde de priesterklasse. Volgens de inscripties op de Ka'ba-ye Zartosht bestond het rijk, Iranshahr, uit de provincies Persis, Parthia, Babylonia, Mesene, Adiabene, Azerbaijan, Isfahan, Ray, Kerman, Sistan en Gurgan tot Peshavar. Niet Iraans (an-Eran), maar wel onder Sassanidisch bestuur, waren Syria, Cilicia, Armenia, Georgia, Albania en Balasagan.

## Mani
Sjapoer werd door zijn broer Peroz voorgesteld aan de profeet Mani, die een synthese van al deze religies voorstelde. Sjapoer was erg onder indruk van hem en vond het idee van een vereniging van de geloven erg aantrekkelijk. De koning maakte Mani zelfs erelid van de koninklijke huishouding en de profeet mocht door het hele rijk preken. Zo kon het manicheïsme zich snel in het rijk verspreiden tot grote ergernis van de Magi.

## Opvolging
Sjapoer werd opgevolgd door zijn zoon Hormazd I.